# Moissey
Moissey település Franciaországban, Jura megyében. Lakosainak száma 565 fő (2022. január 1.). Moissey Montmirey-la-Ville, Amange, Archelange, Châtenois, Frasne-les-Meulières, Gredisans, Menotey, Montmirey-le-Château és Offlanges községekkel határos.

## Népesség
A település népességének változása:
| Lakosok száma | 340  | 381  | 426  | 559  | 548  | 556  | 563  | 567  | 569  | 565  |
|               | 1968 | 1982 | 1990 | 2006 | 2013 | 2015 | 2017 | 2019 | 2020 | 2022 |